# りんどう湖
りんどう湖（りんどうこ）は、栃木県那須郡那須町の那須高原にある農業（灌漑）用の溜池である。正式名称は「江戸川用水温水溜池」といい、水不足に苦しんだ人たちが作った農業のための人造湖である。

## 概要
那須高原のほぼ中央に位置し、正式名称が示すとおり灌漑用溜池であり、沢の冷たい水を溜めて水温を上げて農業用水として供給するために計画された。この地域の用水は那須御用邸の御用林内ワサビ沢より湧出する江戸川用水と地域内より湧出している3ヶ所の湧水に依存しているが、渇水時にはワサビ沢以外以外に灌漑用水を期待することが出来ず、わずかの干天でも用水不足を来たし植付が遅れたりしていた。また、ワサビ沢の湧出水であるので冷温であり各田区の水口付近一帯は、毎年青立ちの被害を受けていた。
そんな中、江戸川用水土地改良区の理事長であった平山力男（ひらやまりきお）は、江戸川用水をせき止めて溜池を作ることを提案した。殆どの農家は反対であったものの、粘り強く何回も説明をつづけ、ようやく農家の気持ちがひとつにまとまり工事が着工した。
溜池完成から13年後（1977年）、農家の人々は平山力男に感謝の気持ちをこめて、溜池のほとりに平山の胸像をはめ込んだ石碑を建設した。
那須高原地域の灌漑用の施設としては、他に那珂川水系の千振ダム、矢の目ダム、黒森ダムなどがある。
りんどう湖の周辺は別荘地となっており、その他に那須高原りんどう湖ファミリー牧場（旧・那須高原りんどう湖 LAKE VIEW）、キャンプ場、リゾートホテルなどの観光施設が多数立地するリゾートエリアとなっている。
「りんどう湖」の名称は、当時の栃木県副知事と観光課長が命名したとされている。

## 事業の目的
この事業は那須町大字高久地内江戸川用水土地改良区の水田59haの灌漑用水および21haの開田用水を確保し、あわせて冷水被害による被害防止のため温水をかねて溜池を新設し、地域一円の水利改善による農業基盤の整備をはかることと、毎年苗代期より代かき時期には組合員が一斉に作業にかかるため水不足を生じ毎年水争がたえなかった。また、冷水による水田水口付近の青立ちによる被害が頻繁に発生した。このようないろいろな問題を解消するためには水を溜め必要に応じて灌漑することによって問題を解決するという考え方によるものであった。

## 事業の効果
江戸川温水溜池の完成したその後に於いては、水温も4度上昇し、しかも豊富な灌漑用水の確保に伴う合理的かつ効率的な用水の利用により水争もなく、尚冷水に悩まされた水田の水口付近の青立ちによる被害もなくなった。土地改良区と那須興業株式会社により観光開発がなされ、りんどう湖は那須町の一大観光地として飛躍することとなった。

## 本事業の経過概要
- 1957年9月　　江戸川用水土地改良区通常総会に於いて温水ダム建設事業の実施を決議
- 1959年4月　　栃木県および那須町により江戸川温水溜池事業調査開始
- 1961年10月　栃木県江戸川溜池事業所が設置
- 1961年12月　事業計画および施行が認可
- 1962年1月　　江戸川温水溜池事業着手
- 1964年2月　　貯水開始
- 1964年3月　　全事業完成、新規開田21ha完成

## 観光事業者の他目的使用
江戸川温水溜池の完成と前後して、地元観光業者の那須興業株式会社が溜池を観光資源として利用したいとの申入れがあった。当時、土地改良区は受益者負担分を負担しなければならず、組合員の負担感は大きかった。使用料収入は組合員の負担軽減につながると考え、土地改良区は那須興業からの申入れを積極的に受け入れた。1960年代半ばには那須地域では戦後第一次の観光開発ブームがあり、温水溜池の観光利用もこうした時代背景に支えれていた。しかし、当時は業者にとってたぶんに先行投資的色合いの濃いもので、しばらくは施設整備もあまり行われていなかった。その後、東北自動車道や東北新幹線の開通などによって那須地域のポテンシャルが高まるにつれ、温水溜池の観光開発も高度化していった。那須は雄大な展望を誇る観光地であったが、日光や箱根のような水の風景がなかった。小さいながらも那須においても水の風景があれば、観光客の目を楽しませるに違いないと考えた日本ビューホテル株式会社の創業者である箭内源典（やないげんてん）は、湖だけでなく那須高原らしい風景として「牧場」を併設することとした。1965年6月に開園。日本ビューホテルが設立した子会社「那須興業株式会社」が施設を運営している。
2014年4月に、りんどう湖ファミリー牧場から那須りんどう湖 LAKE VIEWに改称した。
（2020年5月、日本テーマパーク開発（那須ハイランドパーク運営会社）に全株式を譲渡。那須りんどう湖 LAKE VIEWから那須高原りんどう湖ファミリー牧場へ改称する。）

## 交通アクセス
位置情報
- 栃木県那須郡那須町高久丙
- 北緯37度02分38.5秒東経140度02分55.1秒

自動車利用
- 東北自動車道・那須インターチェンジから約10分
- 東北自動車道・那須高原サービスエリア（那須スマートインターチェンジ）から約10分
- 東北自動車道・白河インターチェンジから約20分

鉄道利用
- JR宇都宮線 黒磯駅からレンタカー・タクシーで約20分
- JR東北新幹線 那須塩原駅から予約制シャトルバス・レンタカー・タクシーで約30分

バス利用
- 予約制シャトルバス（土日祝運行、りんどう湖アクセスを参照）